# Nicole Chalá
Nicole Jazmine Chalá Tórrez (* 11. Mai 2002) ist eine ecuadorianische Leichtathletin, die sich auf den Sprint spezialisiert hat.

## Sportliche Laufbahn
Erste internationale Erfahrungen sammelte Nicole Chalá im Jahr 2018, als sie bei den U18-Südamerikameisterschaften in Cuenca in 12,51 s den sechsten Platz im 100-Meter-Lauf belegte und mit der ecuadorianischen 4-mal-100-Meter-Staffel in 46,94 s die Goldmedaille gewann. Im Jahr darauf schied sie bei den U20-Südamerikameisterschaften in Cali mit 12,50 s im Vorlauf über 100 Meter aus und gewann mit der 4-mal-100-Meter-Staffel in 46,86 s die Bronzemedaille und belegte in der 4-mal-400-Meter-Staffel in 4:00,38 min den vierten Platz. 2021 belegte sie bei den Südamerikameisterschaften in Guayaquil in 12,11 s den achten Platz über 100 Meter und anschließend gewann sie bei den U20-Südamerikameisterschaften in Lima in 11,98 s die Silbermedaille über 100 m. Über 200 m belegte sie in 25,02 s den vierten Platz und mit der Staffel gewann sie in 48,83 s die Bronzemedaille. Anschließend belegte sie bei den U23-Südamerikameisterschaften in Guayaquil in 11,91 s den siebten Platz über 100 m und gewann mit der Staffel in 45,90 s die Silbermedaille hinter dem brasilianischen Team. Ende November verpasste sie bei den erstmals ausgetragenen Panamerikanischen Juniorenspielen in Cali mit 11,86 s den Finaleinzug über 100 m, gewann aber in der 4-mal-100-Meter-Staffel in 44,56 s die Bronzemedaille hinter den Teams aus Kolumbien und Brasilien. Im Jahr darauf startete sie mit der Staffel bei den Weltmeisterschaften in Eugene und schied dort mit 44,17 s im Vorlauf aus. Ende September schied sie bei den U23-Südamerikameisterschaften in Cascavel mit 12,01 s und 25,11 s jeweils in der Vorrunde über 100 und 200 Meter aus und gewann in 3:47,12 min die Silbermedaille in der 4-mal-400-Meter-Staffel hinter dem Team aus Brasilien.
2023 nahm sie mit der 4-mal-100-Meter-Staffel an den Panamerikanischen Spielen in Santiago de Chile teil und belegte dort in 44,64 s den vierten Platz. 2025 gewann sie bei den Südamerikameisterschaften in Mar del Plata in 45,04 s gemeinsam mit Mina Nazareno, Anahí Suárez und Nicole Caicedo die Silbermedaille hinter dem brasilianischen Team.

## Persönliche Bestzeiten
- 100 Meter: 11,35 s (+0,1 m/s), 27. August 2022 in Quito
- 200 Meter: 23,54 s (+1,5 m/s), 20. Juni 2024 in Quito